# Сыединение (община)
Сыединение (болг. Община Съединение) — община в Болгарии. Входит в состав Пловдивской области. Население составляет 10 450 человек (2011 г.).

## Состав общины
В состав общины входят следующие населённые пункты:
1. Голям-Чардак
2. Драгомир
3. Любен
4. Малык-Чардак
5. Найден-Герово
6. Неделево
7. Правиште
8. Сыединение
9. Царимир
10. Церетелево